# Старе Хори
Старе Хори (слч. Staré Hory) насељено је мјесто са административним статусом сеоске општине (слч. obec) у округу Банска Бистрица, у Банскобистричком крају, Словачка Република.

## Становништво
| Година:    | 1994. | 2004.   | 2014.    | 2024.   |
| ---------- | ----- | ------- | -------- | ------- |
| Број људи: | 438   | 469     | 554      | 582     |
| Разлика:   |       | +7,07 % | +18,12 % | +5,05 % |

| Година:    | 2023. | 2024.   |
| ---------- | ----- | ------- |
| Број људи: | 572   | 582     |
| Разлика:   |       | +1,74 % |

Према подацима о броју становника из 2011. године насеље је имало 528 становника.